# Henry Spencer Ashbee
Œuvres principales
- Ma vie secrète

Henry Spencer Ashbee, né le 21 avril 1834 à Southwark (Londres) et mort le 29 juillet 1900 , est un bibliophile, un bibliographe et un écrivain britannique, connu également sous le pseudonyme de Pisanus Fraxi.

## Parcours
Les débuts d'Ashbee montraient un homme d'affaires spécialisé dans le commerce du textile, voyageant beaucoup et s'intéressant aux livres anciens : il possédait une belle collection d'éditions originales du Don Quichotte aussi un bon millier d'ouvrages érotiques anciens ou modernes.
Sur le plan culturel, Ashbee appartenait à une communauté d'intellectuels franchement ouverte aux questions d'ordre sexuel : Richard Francis Burton ou Algernon Charles Swinburne ne s’embarrassaient pas avec lui de préjugés victoriens.
Il commença à compiler une bibliographie d'ouvrages érotiques de toutes les époques et de toutes langues sous le pseudonyme de Pisanus Fraxi, cryptonyme  établi à partir du latin fraxinus (frêne = ash en anglais) et apis (abeille = bee en anglais).

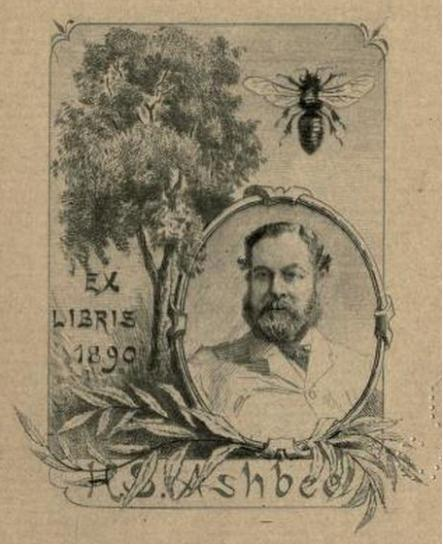
Ex libris d'Ashbee conçu par Paul Avril (1890) montrant un frêne et une abeille.

Par la suite, il souhaita léguer à la British Library sa collection à la condition qu'elle fût traitée comme n'importe quelle autre. La vénérable institution accepta sous réserve qu'Ashbee fasse également don de ses éditions originales de Cervantès. Dans le traitement du fonds qui s'ensuivit après sa mort, six caisses complètes furent détruites, dont un bel échantillon de productions érotiques victoriennes. Toutefois, le reste fut relégué dans une réserve spéciale intitulée Private Case, l'équivalent en quelque sorte de l'Enfer de la Bibliothèque nationale : l'accès à cette réserve fut seulement autorisé à partir de 1962 puis les ouvrages furent dispersés dans différents rayonnages de la British Library.
Ashbee avait épousé Elisabeth Lavy, la fille de son associé, à Hambourg en 1862. Ils eurent quatre enfants dont un fils, Charles Robert Ashbee, et se séparèrent en 1893.

## Principaux ouvrages publiés
- Pisanus Praxi [pseud.] : Index Librorum Prohibitorum: being Notes Bio- Biblio- Icono- graphical and Critical, on Curious and Uncommon Books, Londres, s.e., 1877 - réédité par Grove Press (1962)
- Centuria Librorum Absconditorum: being Notes Bio- Icono- graphical and Critical, on Curious and Uncommon Books, Londres, s.e., 1879
- Catena Librorum Tacendorum: being Notes Bio- Icono- graphical and Critical, on Curious and Uncommon Books, Londres, s.e., 1885

L'Index se nomme ainsi en référence au fameux Index librorum prohibitorum de 1564 et propose une classification alphabétique par nom propre. Le Centuria et le Catena proposent une classification thématique. Le tirage de ces trois livres fut de 250 exemplaires chacun.
- My Private Life (?)

## Le mystèreMy Private Life
Annie Le Brun a rappelé que seuls six exemplaires de Ma vie secrète (My Secret Life) sont connus à ce jour. Cette autobiographie sexuelle, ce journal de la vie amoureuse d'un anonyme anglais du XIXe siècle prénommé Walter, ne comporte pas moins, dans son édition établie sans doute par Auguste Brancart (1890), de 10 volumes soit plus de 3 750 pages parfois rehaussées d'aquarelles !
En 1962, Gershon Legman croit pouvoir en identifier l'auteur dans une préface à la réédition de l'Index de Pisanus Fraxi. Il émet l'hypothèse d'Henry Spencer Ashbee, Pisanus Fraxi et Walter ne font qu'un. Legman avait découvert dans un catalogue édité en 1902 par Charles Carrington une notice mentionnant Ma vie secrète, laquelle précisait : « Vers l'année 1888, un libraire et éditeur connu d'Amsterdam [...] fut appelé à Londres par l'un de ses clients, un vieil Anglais fortuné qui désirait faire imprimer pour son plaisir personnel un énorme manuscrit où il avait consigné, dans ses moindres détails, toutes les pensées érotiques de son existence. Il était prêt à couvrir tous les frais d'impression à condition qu'il ne soit pas tiré plus de six exemplaires de son texte. »
Legman passa une copie du texte à Grove Press qui produisit en 1966 la première édition complète. L'imprimeur était un anglais nommé Arthur Dobson et il fut condamné à deux ans de prison en 1969 par la justice britannique (affaire The Queen versus Dobson, Leeds, janvier 1969).
En 1994, Jean-Jacques Pauvert rédige une préface à la première traduction en français : rien, dit-il en substance, ne permet encore d'affirmer qu'Ashbee soit l'auteur de cet ouvrage.